# Associazione Calcio Novara 1942-1943
Questa voce raccoglie le informazioni riguardanti l'Associazione Calcio Novara nelle competizioni ufficiali della stagione 1942-1943.

## Stagione
Nella stagione di guerra 1942-1943 il Novara disputa il 14° campionato di Serie B, allenato dal danubiano Árpád Hajós raccoglie 25 punti che sono valsi il sedicesimo posto finale, sarebbe stata retrocessione, ne erano previste quattro, ma il fatto di aver disputato un campionato avversato dalle ostilità belliche, con difficoltà negli spostamenti, ha convinto la Federazione ad annullarle ad agosto 1943. La Palermo Juventina dopo poche giornate del girone di ritorno, non ha più potuto spostarsi dopo lo sbarco in Sicilia degli alleati, costringendo la Federazione ad escluderla dal campionato, annullando le 24 gare che aveva disputato. Il torneo cadetto ha promosso in Serie A il Modena ed il Brescia. Il miglior marcatore novarese è stato Giuseppe Mainardi che ha firmato 7 reti. Nella Coppa Italia il Novara nei sedicesimi incrocia la Palermo Juventina, al Patti finisce in parità (1-1) dopo i tempi supplementari, da regolamento si deve ripetere a sul campo inverso, ma i biancoazzurri rinunciano alla trasferta siciliana, lasciando ai rosanero il passaggio agli ottavi di finale. Un dramma colpisce la squadra novarese il 9 dicembre 1942, quando muore all'Ospedale di Novara il ventiduenne portiere Riccardo Dino Rossi, arrivato dal Vilvoorde nella Serie B belga, ma italiano e quindi lo mandano a Novara per compiere il servizio militare, il Novara lo tessera come portiere titolare e nelle prime sei partite è il migliore di tutti, subisce solo 2 reti, ma dietro l'angolo c'è un tragico destino, che se lo porta via.

## Rosa
| N. |                   | Ruolo | Calciatore         |
| -- | ----------------- | ----- | ------------------ |
|    | Italia (bandiera) | C     | Giuseppe Andoardi  |
|    | Italia (bandiera) | C     | Ambrogio Baira     |
|    | Italia (bandiera) | A     | Vittorio Barberis  |
|    | Italia (bandiera) | A     | Andes Battioni     |
|    | Italia (bandiera) | C     | Gino Costenaro     |
|    | Italia (bandiera) | A     | Fiori              |
|    | Italia (bandiera) | D     | Edoardo Galimberti |
|    | Italia (bandiera) | C     | Carlo Grazioli     |
|    | Italia (bandiera) | A     | Julitta            |
|    | Italia (bandiera) | C     | Giuseppe Mainardi  |
|    | Italia (bandiera) | A     | Angelo Miglio      |
|    | Italia (bandiera) | P     | Edoardo Milanesi   |
|    | Italia (bandiera) | A     | Giuseppe Molina    |
|    | Italia (bandiera) | D     | Sergio Montipò     |

| N. |                   | Ruolo | Calciatore        |
| -- | ----------------- | ----- | ----------------- |
|    | Italia (bandiera) | A     | Cosimo Muci       |
|    | Italia (bandiera) | C     | Nardi             |
|    | Italia (bandiera) | A     | Penni             |
|    | Italia (bandiera) | A     | Piero Pombia      |
|    | Italia (bandiera) | D     | Francesco Rosetta |
|    | Italia (bandiera) | P     | Riccardo Rossi    |
|    | Italia (bandiera) | P     | G. Sacchi         |
|    | Italia (bandiera) | P     | Egidio Scansetti  |
|    | Italia (bandiera) | D     | Ottaviano Toso    |
|    | Italia (bandiera) | A     | Donato Vaglio     |
|    | Italia (bandiera) | A     | Remo Versaldi     |
|    | Italia (bandiera) | C     | Carlo Villa       |
|    | Italia (bandiera) | C     | Luigi Villari     |
|    | Italia (bandiera) | A     | Luigi Zanetti     |

## Risultati

### Campionato di Serie B

#### Girone di andata
| Arbitro: | Curradi (Firenze) |

|             |           |  |
| Cadario 61’ | Marcatori |  |

| Arbitro: | Carpani (Milano) |

|                        |           |  |
| Barberis 22’ Baira 27’ | Marcatori |  |

| Alessandria 18 ottobre 1942 3ª giornata | Alessandria       | 0 – 0 | Novara | Stadio del Littorio\| Arbitro: \| Zambotto (Padova) \| |
| Arbitro:                                | Zambotto (Padova) |       |        |                                                        |

| Novara 25 ottobre 1942 4ª giornata | Novara           | 0 – 0 | Napoli | Stadio del Littorio\| Arbitro: \| Tassini (Verona) \| |
| Arbitro:                           | Tassini (Verona) |       |        |                                                       |

| Arbitro: | Tibaldi (Savona) |

|  |           |                 |
|  | Marcatori | 66’ G. Castelli |

| Pisa 8 novembre 1942 6ª giornata | Pisa            | 0 – 0 | Novara | Stadio del Littorio\| Arbitro: \| Bellè (Venezia) \| |
| Arbitro:                         | Bellè (Venezia) |       |        |                                                      |

| Arbitro: | Buratti (Milano) |

|           |           |                  |
| Baira 82’ | Marcatori | 41’ C. Guarnieri |

| Arbitro: | G. Rossi (Milano) |

|            |           |  |
| Zanini 77’ | Marcatori |  |

| Arbitro: | Poggipollini (Ferrara) |

|                                                 |           |  |
| Molina 30’, 41’ Ziletti 36’ (aut.) Mainardi 52’ | Marcatori |  |

| Arbitro: | Neri (Vicenza) |

|                                    |           |            |
| Cozzarin 16’ Bertoli 18’, 48’, 85’ | Marcatori | 36’ Pombia |

| Arbitro: | Carpani (Milano) |

|                                                  |           |               |
| Mainardi 6’, 59’ Baira 17’ Vaglio 54’ Molina 65’ | Marcatori | 79’ Biagiotti |

| Arbitro: | F. Bianchi (Firenze) |

|                                    |           |              |
| Mainardi 14’ Vaglio 48’ Molina 85’ | Marcatori | 74’ Zucchero |

| Arbitro: | Nerozzi (Verona) |

|                                  |           |                      |
| Coppa 25’ Gallanti 64’ Capra 76’ | Marcatori | 38’ (aut.) Guagnetti |

| Roma 1° gennaio 1943 14ª giornata | MATER                | 0 – 0 | Novara | Motovelodromo Appio\| Arbitro: \| Francini (Viareggio) \| |
| Arbitro:                          | Francini (Viareggio) |       |        |                                                           |

| Arbitro: | Zilli (Reggio Emilia) |

|                         |           |  |
| Mainardi 20’ Molina 42’ | Marcatori |  |

| Arbitro: | Donati (Milano) |

|                                        |           |  |
| Costa 3’ (rig.), 51’ Costanzo 35’, 68’ | Marcatori |  |

| Arbitro: | Matucci (Seregno) |

|                         |           |                   |
| Mainardi 52’ Pombia 77’ | Marcatori | 68’ (rig.) Varoli |

#### Girone di ritorno
| Arbitro: | F. Bianchi (Firenze) |

|  |           |            |
|  | Marcatori | 62’ Morini |

| Arbitro: | Curradi (Firenze) |

|                                     |           |             |
| Zironi 8’ Banfi 59’ Eliani 75’, 81’ | Marcatori | 81’ Villari |

| Arbitro: | Viarengo (Asti) |

|           |           |  |
| Nardi 38’ | Marcatori |  |

| Arbitro: | Altomare (Taranto) |

|                                |           |                |
| Cadregari 4’ Fabbro 34’ (rig.) | Marcatori | 8’ A. Battioni |

| Arbitro: | Coletti (Treviso) |

|                               |           |              |
| Fornasaris 19’ Dondi 53’, 62’ | Marcatori | 64’ Battioni |

| Arbitro: | Neri (Vicenza) |

|  |           |              |
|  | Marcatori | 90’ Grillone |

| Arbitro: | Albanese (Taranto) |

|                 |           |                                              |
| Tontodonati 22’ | Marcatori | 13’, 38’ Vaglio 19’ Toso 76’ (rig.) C. Villa |

| Arbitro: | Goracci (Firenze) |

|                                         |           |  |
| C. Villa 38’ Pombia 52’, 89’ Molina 81’ | Marcatori |  |

| Arbitro: | Venutti (Trieste) |

|                  |           |  |
| Trovati 55’, 72’ | Marcatori |  |

| Arbitro: | Sorbi (Genova) |

|  |           |                           |
|  | Marcatori | 62’ Orzan 85’ Clocchiatti |

| Arbitro: | Piglione (Reggio Emilia) |

|                                |           |            |
| Polak 85’ (rig.) Biagiotti 89’ | Marcatori | 82’ Pombia |

| 18 aprile 1943 29ª giornata | Palermo-Juventina | – Gara non giocata per l'esclusione del Palermo dal torneo. | Novara |  |

| Arbitro: | Zilli (Reggio Emilia) |

|            |           |  |
| Vaglio 27’ | Marcatori |  |

| Arbitro: | Galeati (Bologna) |

|  |           |              |
|  | Marcatori | 17’ M. Pieri |

| Arbitro: | Carpani (Milano) |

|             |           |                 |
| O. Costa 6’ | Marcatori | 60’ A. Battioni |

| Arbitro: | G. Bernardi (Bologna) |

|              |           |              |
| Mainardi 87’ | Marcatori | 61’ G. Costa |

| Arbitro: | L. Bernardi (Savona) |

|                          |           |          |
| Trevisani 41’ Romani 61’ | Marcatori | 57’ Muci |

### Coppa Italia

#### Sedicesimi di finale
| Arbitro: | Buratti (Milano) |

|                   |           |          |
| Corghi 84’ (aut.) | Marcatori | 5’ Petri |